# شیروتائه
شیروتائه (به ژاپنی: 白妙 シロタエ shirotae) نام علمی (Cerasus lannesiana 'Sirotae' Koidzumi) نام یک نوع درخت ساکورای باغی است. ویژگی گل آن سفیدی و بزرگی گلبرگ‌های آن است.
- تعداد گلبرگ: ۱۰–۲۰ عدد
- رنگ: سفید
- قطر گل: ۵ تا ۶ سانتیمتر
- زمان گل‌دهی:اواسط ماه آوریل
- محل نمونه:پارک کوگانه‌ای و پارک شینجوکو گیوئن در توکیو